# 홍동면
홍동면(洪東面)은 대한민국 충청남도 홍성군에 딸린 면 중의 하나이다.

## 개요
홍동면은 ‘홍동’(洪東)이란 지명은 홍성군의 동쪽에 위치해 있기 때문에 홍동이라고 불린다. 홍동이란 명칭은 1914년 3월 16일 충청남도령 제3호로 행정구역이 개편되면서 불린 이름이다. 즉, 당시 구홍주군의 금동면, 홍안송면, 번천면, 송지곡면 등을 합하여 홍동면이 구성되었다. 오리농법 쌀 생산 단지의 100만평 돌파와 무공해 농특산물을 완전 계약재배 생산 유통으로 농가소득 및 삶의 질 향상을 추구하고 있다. 매년 대보름 맞이 행사 및 오리입식행사 가을걷이 나눔의 행사를 개최한다.

## 법정리
- 구정리
- 금당리
- 금평리
- 대영리
- 문당리
- 수란리
- 신기리
- 운월리
- 원천리
- 월현리
- 팔괘리
- 홍원리
- 화신리
- 효학리

## 교육
- 금당초등학교 (금당리)
- 홍동초등학교 (운월리)
- 홍동중학교 (구정리)